# Vadim Vasilyev
Vadim Vasilyev (Baku, 17 maggio 1972) è un ex calciatore azero, di ruolo attaccante.

## Carriera

### Club
Ha sempre giocato nella massima serie del proprio paese con varie squadre, tranne nella stagione 2003-2004 in cui ha giocato in Ucraina con il Tavriya Simferopol.

### Nazionale
Debutta nel 1999 con la Nazionale azera, giocando 35 partite fino al 2003.